# Neutronio
Il neutronio è un ipotetico stato estremamente denso della materia che si pensa possa svilupparsi in condizioni di pressione molto elevata, come quelle raggiungibili all'interno delle stelle di neutroni. È un termine che non viene accettato nella letteratura astrofisica per ragioni che verranno di seguito chiarite, ma che è stato usato con una certa frequenza nella fantascienza, per esempio in "The Neutronium Alchemist" di Peter F. Hamilton. Nonostante le condizioni di estrema instabilità del neutronio alle pressioni normali e la tremenda attrazione gravitazionale che questo stato della materia eserciterebbe intorno a sé, spesso gli autori e gli scrittori di fantascienza lo utilizzano nelle loro opere come componente di armature, materiale strutturale, ecc.

## Origine
Quando in una stella massiva si forma un nucleo di ferro la cui massa supera il limite di Chandrasekhar, essa collassa e si trasforma in una supernova di tipo II. Il nucleo della stella collassata è inizialmente composto da ferro sorretto dalla pressione di degenerazione degli elettroni, fintanto che la fusione nucleare cessa di produrre energia. A quel punto la densità e la pressione del nucleo superano la pressione di degenerazione degli elettroni e gli elettroni degli atomi di ferro vengono schiacciati all'interno dei loro nuclei dove si combinano con i protoni per formare neutroni e neutrini, secondo il seguente schema:
elettrone + protone → neutrone + neutrino
Il neutrino viene emesso dal nucleo e si lascia dietro il neutrone. La materia che rimane ha una densità di circa 1014 - 1015 grammi per cm³. Un cucchiaino di questa materia peserebbe 100 milioni di tonnellate ed è chiamata neutronio.

## Caratteristiche
La fisica di questa materia è sconosciuta al punto che, nonostante il nome, non si è ancora sicuri che l'interno di una stella di neutroni possa essere descritto come un mare di neutroni.  È possibile che piuttosto che un mare di neutroni, l'interno della stella si presenti come un mare di quark o di iperoni pesanti. È anche possibile che la materia della stella di neutroni subisca una serie di transizioni in cui la materia ha proprietà totalmente differenti a seconda della sua densità e della sua temperatura. Inoltre è ancora sconosciuto il comportamento della materia della stella se la pressione venisse improvvisamente ridotta. Per questo motivo il termine neutronio si riscontra raramente nella letteratura scientifica.
Tutte queste incertezze possono essere riassunte in un'equazione di stato che descrive la pressione della materia della stella di neutroni a una data temperatura e densità. Il calcolo delle equazioni di stato sono un campo della fisica attivo e incerto. Spesso in letteratura gli studiosi si riferiscono a equazioni di stato dure (stiff) o morbide (soft); l'equazione di stato dura ha una pressione, a determinate temperatura e densità, maggiore rispetto a quella morbida.
Vi è un limite oltre il quale una stella di neutroni non può più sopportare la pressione di degenerazione elettronica e collassa in un buco nero. Il limite preciso dipende dall'equazione di stato che viene usata ma è stimato essere compreso tra 2 e 3 masse solari. Le equazioni di stato attuali sono più morbide di quelle prese in considerazione negli anni '70 in cui il limite era compreso tra le 7 e le 8 masse solari.
Un altro tipo di materia che potrebbe trovarsi all'interno di una stella di neutroni particolarmente massiva è la materia oscura. È possibile che nelle stelle di neutroni di grandezza varia si possano trovare varie forme differenti di materia.